# 3a-hidroksisteroid dehidrogenaza (B-specifična)
3a-hidroksisteroid dehidrogenaza (B-specifična) (EC 1.1.1.50, hidroksiprostaglandinska dehidrogenaza, 3alfa-hidroksisteroidna oksidoreduktaza, sterognost 3alfa, 3alfa-hidroksisteroidna dehidrogenaza (B-specifična)) je enzim sa sistematskim imenom 3alfa-hidroksisteroid:NAD(P)+ 3-oksidoreduktaza (B-specifična). Ovaj enzim katalizuje sledeću hemijsku reakciju
3 alfa-hidroksisteroid + NAD(P)+ {\displaystyle \rightleftharpoons } 3-oksosteroid + NAD(P)H + H+
Ovaj enzim deluje na androsteron i druge 3alfa-hidroksisteroide i na 9-, 11- i 15-hidroksiprostaglandin. On je B-specifičan u pogledu NAD+ ili NADP+, cf. EC 1.1.1.213, 3alfa-hidroksisteroidnu 3-dehidrogenazu (A-specifičnu).

## Literatura
- Nicholas C. Price; Lewis Stevens (1999). Fundamentals of Enzymology: The Cell and Molecular Biology of Catalytic Proteins (Third изд.). USA: Oxford University Press. ISBN 019850229X.
- Eric J. Toone (2006). Advances in Enzymology and Related Areas of Molecular Biology, Protein Evolution (Volume 75 изд.). Wiley-Interscience. ISBN 0471205036.
- Branden C; Tooze J. Introduction to Protein Structure. New York, NY: Garland Publishing. ISBN 0-8153-2305-0.
- Irwin H. Segel. Enzyme Kinetics: Behavior and Analysis of Rapid Equilibrium and Steady-State Enzyme Systems (Book 44 изд.). Wiley Classics Library. ISBN 0471303097.

## Spoljašnje veze
- 3alpha-hydroxysteroid+3-dehydrogenase+(B-specific) на 